# 여수 박씨
여수 박씨(麗水朴氏)는 전라남도 여수시를 본관으로 하는 한국의 성씨이다.
시조는 박륜(朴倫)라는 인물로 본래는 순천 박씨이며, 판예빈사사(判禮賓寺事)를 지냈다고 한다.

## 참고 자료
- “여수박씨(麗水朴氏)”. 뿌리를 찾아서.[깨진 링크(과거 내용 찾기)]